# Mariya Pinigina
Mariya Dzhumabaevna Pinigina (en russe : Мария Джумабаевна Пинигина, née Kulchunova le 9 février 1958 au Kirghizistan) est une athlète russe, d’origine kirghize, qui concourait pour l'URSS sur 400 m.
Elle fit ses débuts sur la scène internationale en 1978 aux Championnats d'Europe de Prague en terminant quatrième du 400 m. Elle dut attendre longtemps une médaille européenne. Ce n'est qu'en 1987, qu'elle la gagna, en or, aux Championnats d'Europe en salle de Liévin.
1983 fut sa meilleure année. Aux Championnats du monde, elle gagna deux médailles de bronze, sur 400 m et avec le relais 4 × 400 m. Elle remporta également le 400 m aux Universiades d'Edmonton.
Elle fêta son plus grand succès à la fin de sa carrière lorsqu'elle remporta avec le relais 4 × 400 m de l'Union Soviétique la médaille d'or aux Jeux olympiques de 1988 à Séoul établissant un record du monde en 3 min 15 s 17 qui est encore la référence de nos jours.

## Palmarès

### Jeux olympiques
- Jeux olympiques de 1988 à Séoul ( Corée du Sud)
  -  Médaille d'or en relais 4 × 400 m

### Championnats du monde d'athlétisme
- Championnats du monde d'athlétisme de 1983 à Helsinki ( Finlande)
  -  Médaille de bronze sur 400 m
  -  Médaille de bronze en relais 4 × 400 m
- Championnats du monde d'athlétisme de 1987 à Rome ( Italie)
  -  Médaille d'argent en relais 4 × 400 m

### Championnats d'Europe d'athlétisme
- Championnats d'Europe de 1978 à Prague ( Tchécoslovaquie)
  - 4e sur 400 m
  -  Médaille d'argent en relais 4 × 400 m

### Championnats d'Europe d'athlétisme en salle
- Championnats d'Europe en salle de 1978 à Milan ( Italie)
  - 4e sur 400 m
- Championnats d'Europe en salle de 1987 à Liévin ( France)
  -  Médaille d'or sur 400 m